# Fort Resolution
Fort Resolution är ett samhälle i Kanada.   Det ligger i territoriet Northwest Territories, i den centrala delen av landet, 3 000 km nordväst om huvudstaden Ottawa. Fort Resolution ligger 203 meter över havet och antalet invånare är 474.